# Suzanne Baron
Suzanne Renee Baron (Nizza, 18 giugno 1927 – Parigi, 20 dicembre 1995) è stata una montatrice francese.
Principalmente collaborò con il regista Louis Malle, ma lavorò anche per Jacques Tati e Werner Herzog.

## Filmografia parziale
- Das Versprechen (1994)
- Grido di pietra (1991)
- Anna Göldin, letzte Hexe (1991)
- Je suis fou, je suis sot, je suis méchant (1990)
- Crackers (1984)
- Circle of Deceit (1981)
- My Dinner with Andre (1981)
- Atlantic City, U.S.A. (1980)
- Il tamburo di latta (1979)
- Mon coeur est rouge (1976)
- The Acrobat (1976)
- Luna nera (1975)
- Place de la République (1974)
- Humain, trop humain (1974)
- Cognome e nome: Lacombe Lucien (1974)[4]
- George Who? (1973)
- A Free Woman (1972)
- Jaune le soleil (1971)
- Murmur of the Heart (1971)[4]
- Calcutta (1969)
- Una sera, un treno (1968)
- Thursday We Shall Sing Like Sunday (1967)
- L'uomo dai capelli a zero (1966)
- Viva Maria! (1965)
- Fuoco fatuo (1963)[3]
- Morire a Madrid (1963)
- Le temps du ghetto (1961)
- Vacances en enfer (1961)
- Mio zio (1958)
- Fantaisie d'un jour (1955)
- The Living Bread (1955)
- Le vacanze del signor Hulot (1953)
- The Girl in the Bikini (1952)